# ASIMO
ASIMO（アシモ）は、本田技研工業が開発し、ホンダエンジニアリングが製造していた世界初の本格的な二足歩行ロボット。予測運動制御によって重心やゼロモーメントポイント（ZMP）を制御して自在に歩くことができ、階段の上り下り、旋回、ダンスなども可能。親しみやすさを考えたデザインを採用している。
本田技研工業の説明によると、「ASIMO」という名称は「Advanced Step in Innovative Mobility（新しい時代へ進化した革新的移動性）」の略である。開発の動機に手塚治虫の鉄腕アトムがあったとされている。
2022年3月に引退したが、2026年から北米で販売する電気自動車（EV）に搭載されるソフトウェアの名称に冠されることとなった。

## 概説

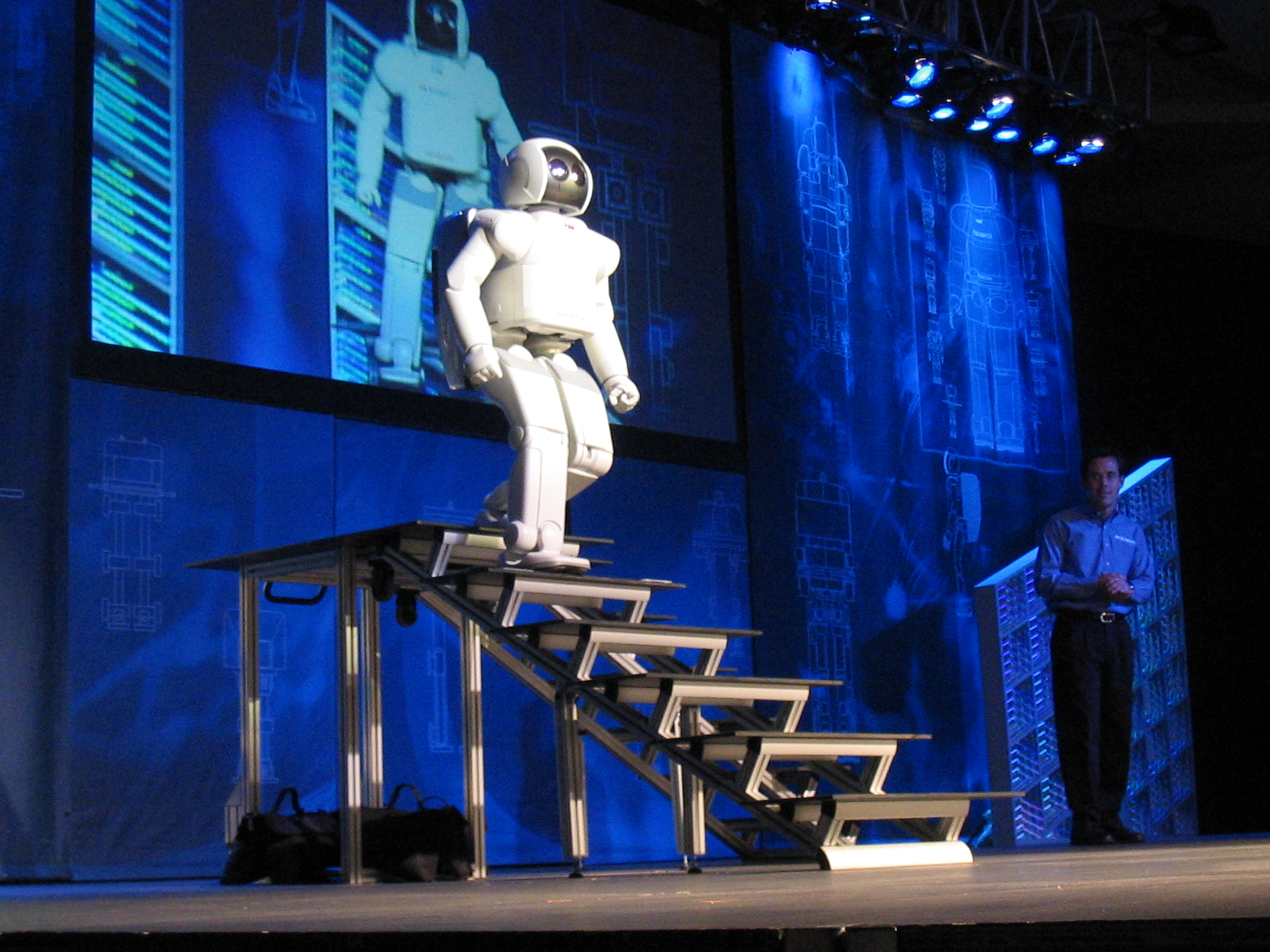
階段を下りるASIMO

最新型のASIMOの身長は130 cm、質量は48 kg。ASIMOは人間の生活に合わせ作られていて、人の動きを感知し、自律的に行動が可能である。例えば人を追従して歩行、手を出すと握手する、障害物を回避する、音源認識、階段歩行などが行える。しかし、HRP-2と違い、仰向けやうつ伏せに転倒した場合に起き上がることができない。なお、あらかじめ設定することにより音声認識と発音も可能である。2011年11月8日に発表された新型ASIMOは3人が同時に発する言葉を認識することができるようになり、予め設置された空間センサの情報を基に人の歩く方向を予測し、衝突を避けることが可能となった。また、身体能力の向上により片足けんけんや両足ジャンプなどが連続して実行することが可能となった。その他、水筒のふたを開けて紙コップに飲み物を注いだり、手話をこなすなど指先も器用になった。ホンダはアシモの技術を応用し、福島第1原発内で活用する原子力災害ロボットを開発した。
2000年12月31日、第51回NHK紅白歌合戦にゲスト出演（白を基調とした通常版とは異なり、赤と白のツートンカラーに塗られたスペシャルバージョンだった。また、グッズにおいてもマスコットのプリモ店バージョンも同様）。
2005年3月24日、2005年日本国際博覧会（通称：愛・地球博）の開会式において、『トヨタ・パートナーロボット（トヨタ自動車）』・『QRIO（SONY）』・『ASIMO（本田技研工業）』という（2005年時点における）世界最高水準の二足歩行ヒューマノイドロボットたちが共演した。
催し物などにも貸し出されており、2002年2月14日にはニューヨーク証券取引所の始業ベルを人間以外で初めて鳴らした。なお、現段階では市販されておらず、本田技研工業に問い合わせる事によって賃貸することはできる。
2014年4月17日、2011年モデルがアメリカに初めて上陸した。
2022年3月31日を以て、ASIMOの実演（ホンダウェルカムプラザ青山、日本科学未来館）を終了した。

## 開発史

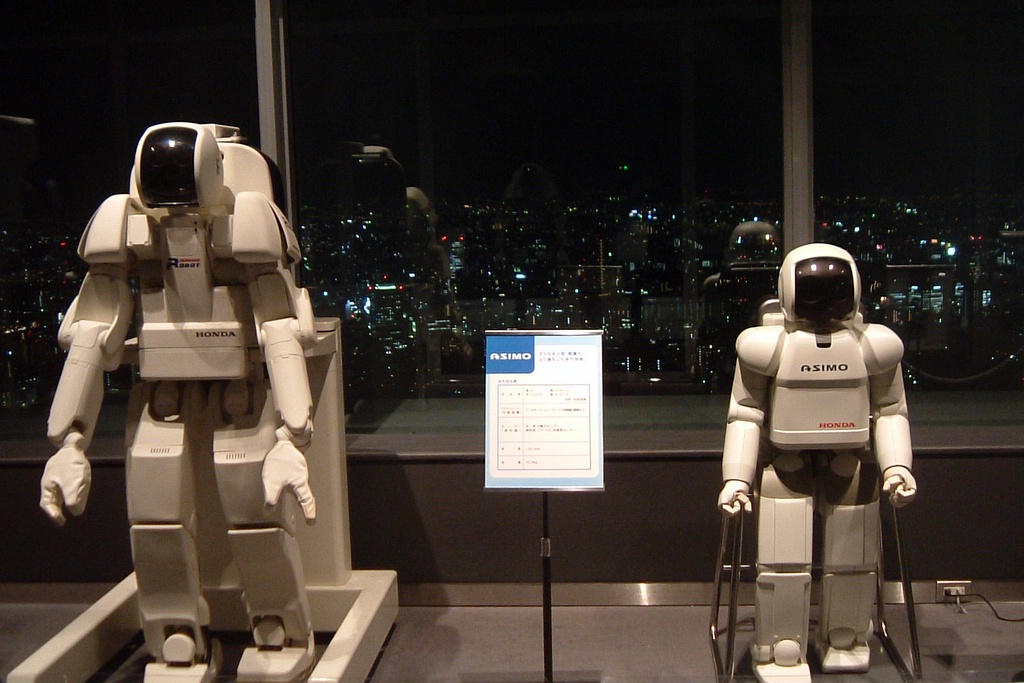
P3（左）とASIMO（右）

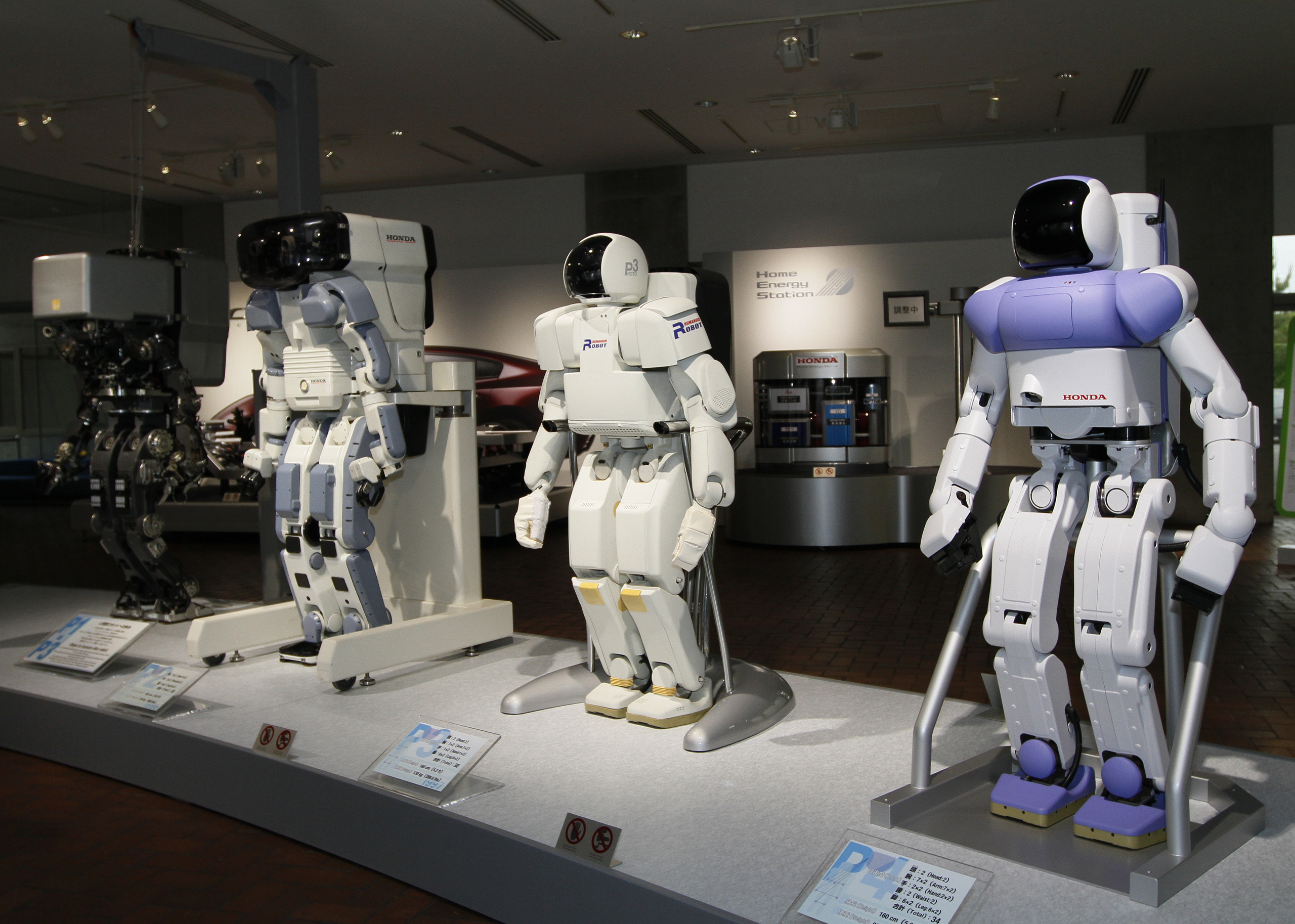
（左から順番に）P1、P2、P3、P4

ホンダのロボット開発は、1986年以前より秘密裏に行われており、Eシリーズ（下半身だけの実験型）、Pシリーズ（人型をした試作型）を経て正式に開発が発表されたのは1996年のことで、P2（プロトタイプ2）と呼ばれるモデルが発表された。二足歩行ロボットは早稲田大学での研究開発が最先端と公表されてきたが、発表時点の段階で、大学研究室の水準を遙かに凌ぐ人間型自律二足歩行ロボットであったことから、世界のロボット研究者が仰天した。その後、さらに形状を人型に近づけたP3の発表を経由して、現行のASIMOが2000年に発表された。以降、一般でもASIMO旋風を巻き起こすこととなった。以降、費用の軽減や軽量化が進められている。なお、開発の途中でローマ教皇庁に人間型ロボットを作ることの是非について意見を求め、問題がないことを承認してもらうなど、ホンダはこうした二足歩行ロボットに対して従来の機械にはない配慮を行っている。
2005年12月13日に新型「ASIMO 2005」を発表。外見はほとんど変わらないが（旧型より背中のランドセル型制御部が小型化、ボディが丸みを帯びている）、バランス能力の向上、通常歩行速度は時速2.7km（従来モデルは時速1.6km）、時速6kmで走行（跳躍時間 0.08秒）するほか、自動で受付案内やワゴンを使ったデリバリー作業等を行なえるようになった。
2011年11月8日に発表されたモデルでは、重量を6kg軽減、最高速度が時速9kmに向上したほか、3人から同時に受けた注文の判別が出来るようになった。
2016年2月23日にボストン・ダイナミクス社が公開した新型アトラスから数ヵ月後、2016年6月以降は公式サイトでの情報更新が一切されなくなった。
2018年6月28日に一部報道機関がアシモの開発はすでに中止されており開発チームも解散していることを報道したが、ホンダはこれを否定した。ASIMOはPR活動などにも活用されており、（『新型ASIMOの開発が中止された』というだけで）「ASIMOと会えなくなる」ということではない。
公式見解では「本田技研工業が目指すロボットは『3E：「Empower（強化）」、「Experience（経験）」、「Empathy（共感）」』と申しまして、人に寄り添うロボットを目指しています。人からこわがられたりするのではなく、つねに人によりそうものを目指しています」と述べている。
「今後は、アシモの開発で培った高度なバランス制御技術をバイクに応用した『Riding Assist』および運動を制御する技術を応用した実用的なロボット技術の開発にも力を入れる方針を進めていく」とも述べている。また、「今後、ヒューマノイドロボット研究の成果をどんな形で他製品に応用するかは検討次第」とし、「アシモの名前や姿が残る可能性もゼロではないが、違ったものになるかもしれない。手だけ、頭だけ、足だけなど、何らかの形に変わることもあり得る。アシモは姿を変えて残り続ける」と述べ、アシモの開発を続けるかどうかは明言は避けた。研究成果の発表時期についても「詳細は非公表」との見解を発表した。
『虫ん坊』（2018年09月号 特集1）のインタビューにて、ASIMOの開発リーダーを務めた本田技術研究所の重見聡史が「ロボットが新聞を持って来たり、ジュースを運んだりするようなお手伝いが出来れば、空いた隙間のような時間を人間が有効利用できる。人と共存するロボットを作りたい」と答え、「機械であるロボットがペットになれるわけじゃないので、なにか別の存在として、新しいカテゴリを作りたいと思っている」と述べた。
2018年12月、本田技研工業はアメリカ・ラスベガスで開催される｢CES 2019｣（開催期間：2019年1月8日から2019年1月11日）にて「人型ではない“人と共存する”ロボットを出展する」と発表。人と共存することを目的として作られた新型ロボットの名称は｢Honda P.A.T.H. Bot（パスボット）｣といい、ASIMOのような人型ではなく大きな柱のような形状（全高105cm、重量21.5kg、最高時速6km）。パスボットのP.A.T.Hは、“Predicting Action of Human”（人間の動きを予測する）の頭文字であり、人や障害物の位置や動きをリアルタイムに予測してそれらを避け、スムーズに目的地までたどり着く機能を搭載。本田技術研究所R&DセンターX所属の佐野成夫は、「パスボットは現在、ショッピングモールや公共施設などでの来客案内といったユースケースを想定・開発しているが、それ以外の用途も積極的に検討していきたい」と話している。
｢Honda P.A.T.H. Bot（パスボット）｣のほかに｢CES 2019｣では「Autonomous Work Vehicle」なるAI搭載型トラクターを出展。前年の『CES 2018』に出展されたトラクター型「3E-D18」をベースに開発、現在はアメリカ合衆国ノースカロライナ州の大規模太陽光発電所での除草作業、カリフォルニア大学デービス校における試験農場のモニタリング作業、コロラド州の消防隊の機材搬送や山火事など危険な場所での偵察・通信サポートという3つの実証実験を行っている。
｢CES 2019｣では、ASIMO開発におけるロボティクス研究から生まれた成果技術として「Honda RaaS Platform（ラース プラットフォーム）」および（前後・左右・斜め360度自由自在に移動できる、Honda独自の車輪機構である）「Honda Omni Traction Drive System（オムニ トラクション ドライブ システム）」も出展、ヒューマノイドロボット研究で培った高度な通信・バランス制御技術などが着実かつ堅実に応用された高度技術を集積した最先端ロボット製品が存在感を強くアピールしていた。
前述のとおり、日本科学未来館での実演イベントも2022年3月31日に終了した。ただし「今後も展示やグッズ販売などキャラクターとしては残す方向で検討している。ロボットの開発現場など舞台裏での活用も続ける」とのことである。

## 各モデルの基本仕様

### Eモデル
「Experimental Model」は、歩行の原理を研究する研究実験機で機体は脚部のみ。
| モデル        | 全高    | 重量   | 歩行速度 | 関節数 | 備考 |
| ------------- | ------- | ------ | -------- | ------ | --- |
| E0（1986）    | 101.3cm | 16.5kg | -        | 6      | 一歩進むのに15秒を要した |
| E1（1987）    | 128.8cm | 72kg   | 0.25km/h | 12     | |
| E2（1989）    | 132cm   | 67.7kg | 1.2km/h  | 12     | |
| E2-DR（2017） | 168cm   | 85kg   | 4km/h    | 33     | カナダ・バンクーバーで2017年9月に開催されたロボット産業関連の展示会「IROS 2017」で発表された災害救助ロボット（プロトタイプ）。自由度は腕1本あたり8、脚1本あたり6、胴体2、手および頭など1で合計33自由度。リチウムイオン電池を電源として90分の稼働が可能。はしごの昇降、階段の昇降、時速4kmでの二足歩行、がれきの上での4足歩行による移動、構造物の隙間を横ばいで進み、20分程度であれば雨天時の歩行およびはしごの昇降が可能。上半身は180度まで回転可能。小型・軽量化のために、内部デバイス間の通信ケーブルに光ファイバーを採用。E2-DRに採用された光ファイバー・ケーブルは100万回のねじり試験をクリアし、堅牢性に問題なし。頭部には2基のレーザーレンジファインダーやLEDフラッシュを備えた単眼カメラなどを備え、両手にもカメラと3Dセンサーを搭載。防塵・防滴性能を備え、-10～+40℃の環境で活動可能。関節部分は凹凸の隙間を多重に配置したラビリンス構造、汚染物質などはグリスで排除。 |
| E3（1991）    | 136.3cm | 86kg   | 3km/h    | 12     | |
| E4（1991）    | 159.5cm | 150kg  | 4.7km/h  | 12     | |
| E5（1992）    | 170cm   | 150kg  | 不明     | 12     | 自律歩行が可能となった |
| E6（1993）    | 174.3cm | 150kg  | 不明     | 12     | 階段の上り下り、平衡を保ち障害物を越える事が可能となった |

### Pモデル
「Prototype Model」は、完全自律歩行を目指した試作機で上半身も開発され、より人型に近づいた。P4は当初、P3改良型試作機として発表された。
| モデル     | 身長    | 重量  | 幅   | 奥行   | 歩行速度 | 関節数 | 電源                        | 連続稼働時間 | 備考                                 |
| ---------- | ------- | ----- | ---- | ------ | -------- | ------ | --------------------------- | ------------ | ------------------------------------ |
| P1（1993） | 191.5cm | 175kg | 不明 | 不明   | 不明     | 30     | 外部電源                    | -            | 制御装置は外置き                     |
| P2（1996） | 182cm   | 210kg | 60cm | 75.8cm | 2km/h    | 30     | ニッケル亜鉛電池（135V/6A） | 15分         | 胴体部に電源など内蔵し無線化自律歩行 |
| P3（1997） | 160cm   | 130kg | 60cm | 55.5cm | 2km/h    | 28     | ニッケル亜鉛電池（135V/6A） | 25分         | 小型軽量化                           |
| P4（2000） | 160cm   | 80kg  | 不明 | 不明   | 2km/h    | 34     | ニッケル亜鉛電池（135V/6A） | 不明         | 運動機能向上                         |

### ASIMO
| モデル   | 身長  | 重量 | 幅   | 奥行 | 歩行速度      | 走行速度 | 関節数 | 電源                             | 連続稼働時間   | 備考 |
| 初代     | 初代  | 初代 | 初代 | 初代 | 初代          | 初代     | 初代   | 初代                             | 初代           | 初代 |
| -------- | ----- | ---- | ---- | ---- | ------------- | -------- | ------ | -------------------------------- | -------------- | --- |
| （2000） | 120cm | 52kg | 45cm | 44cm | 1.6km/h       | -        | 26     | ニッケル水素電池（38.4 V/7.7kg） | 30分           | |
| （2001） | 120cm | 52kg | 45cm | 44cm | 1.6km/h       | -        | 26     | ニッケル水素電池（38.4 V/7.7kg） | 30分           | 貸し出し用の機能が追加された。 |
| （2002） | 120cm | 52kg | 45cm | 44cm | 1.6km/h       | -        | 26     | ニッケル水素電池（38.4 V/7.7kg） | 30分           | 顔認識機能が追加された。 |
| 2代目    |       |      |      |      |               |          |        |                                  |                | |
| （2004） | 130cm | 54kg | 45cm | 37cm | 2.5km/h       | 3km/h    | 34     | リチウムイオン電池（51.8V/6kg）  | 40分 - 1時間   | ボディが更新される。 走行機能、障害物を回避する機能などが追加された。                                                                      |
| （2005） | 130cm | 54kg | 45cm | 37cm | 2.7km/h       | 6km/h    | 34     | リチウムイオン電池（51.8V/6kg）  | 40分 - 1時間   | 歩行/走行速度が向上。 |
| （2007） | 130cm | 54kg | 45cm | 37cm | 2.7km/h       | 6km/h    | 34     | リチウムイオン電池（51.8V/6kg）  | 40分 - 1時間   | 他のASIMOとの共同作業機能、すれ違い回避行動機能、自律充電機能が追加された。                                                                |
| 3代目    |       |      |      |      |               |          |        |                                  |                | |
| （2011） | 130cm | 48kg | 45cm | 34cm | およそ2.7km/h | 9km/h    | 57     | 不明                             | 40分（歩行時） | ボディが更新される。 運動機能と自律行動機能が強化された。 びんを取ってふたをひねって開けることができるようになるなど、作業機能が向上した。 |

### その他
- HRP-1：「Humanoid Robotics Project」（HRPプロジェクト）に基づいて設計・製作された人間型ロボット。本田技研工業のP3をベースとして開発された。
- HRP-5P ： 2018年9月27日、本田技研工業の特許権を実施・利用することにより、アシモの開発技術を継承したHRP-5Pが発表された。HRP-5Pは建築現場や航空機・船舶など大型構造物組立での実用化を目指し、産業技術総合研究所が川田テクノロジーズおよび本田技研工業など複数の民間企業と協力して開発した重労働が可能な人間型ロボット試作機である[73]。

| モデル         | 身長  | 重量                      | 幅   | 奥行   | 歩行速度 | 関節数 | 電源                         | 連続稼働時間 | 備考 |
| -------------- | ----- | ------------------------- | ---- | ------ | -------- | ------ | ---------------------------- | ------------ | --- |
| HRP-1（2000）  | 160cm | 99kg（バッテリーを除く）  | 60cm | 55.5cm | 2km/h    | 28     | ニッケル亜鉛電池（135V/6Ah） | 25分         | P3をベースとした改良機。 |
| HRP-5P（2018） | 182cm | 101kg（バッテリーを含む） | 不明 | 不明   | 不明     | 37     | ニッケル水素電池             | ?            | 2018年発表。本田技研工業の特許権を実施・利用することにより、二足歩行技術の基盤を構築する技術にアシモの開発技術を活用・継承。建築現場や航空機・船舶など大型構造物組立での作業を代替することを目的に開発された。 |

## 展示・実演
- 日本科学未来館で毎日4回、常設展内で「ASIMO（アシモ）実演」として公開実演が行われている[79]。
- Honda ウエルカムプラザ青山でほぼ毎日3回程度、Honda Roboticsのデモンストレーションの一環として公開実演が行われている[80]。

### 公開終了
- ツインリンクもてぎ内のHonda Collection Hallで、毎日2回から4回、「ASIMOスーパーライブ」として公開実演が行われていたが、2020年1月6日をもってデモンストレーションを終了した[81]。